# Kamieniec Ząbkowicki
Kamieniec Ząbkowicki, tyska: Kamenz in Niederschlesien, äldre stavning: Camenz, är en by i sydvästra Polen, belägen i distriktet Powiat ząbkowicki i Nedre Schlesiens vojvodskap, 7 kilometer sydost om staden Ząbkowice Śląskie. Orten har omkring 4 200 invånare och är centralort i en landskommun med totalt 8 426 invånare i juni 2014.

## Geografi
Orten ligger vid floden Nysa Kłodzka. I väster ligger Góry Bardzkie (Bardobergen) och i sydväst Góry Złote (Złotybergen,  tjeckiska: Rychlebské hory).

## Sevärdheter
- Kamieniec Ząbkowickis slott (tyska: Schloss Kamenz), påbörjat 1838 som residens för prins Albrekt av Preussen och hans hustru Marianne av Nederländerna. Slottet uppfördes enligt ritningar av Karl Friedrich Schinkel och färdigställdes först 1872. Trädgårdsanläggningen designades av Peter Joseph Lenné. Slottet plundrades vid krigsslutet 1945 och 21-22 januari 1946 brann byggnaden. I mitten på 1990-talet påbörjades återuppbyggnaden av slottet, och delar av byggnaden fungerar idag som hotell.
- Cistercienserklostret med Marie Himmelsfärdskyrkan, grundat 1247.
- Trefaldighetskyrkan

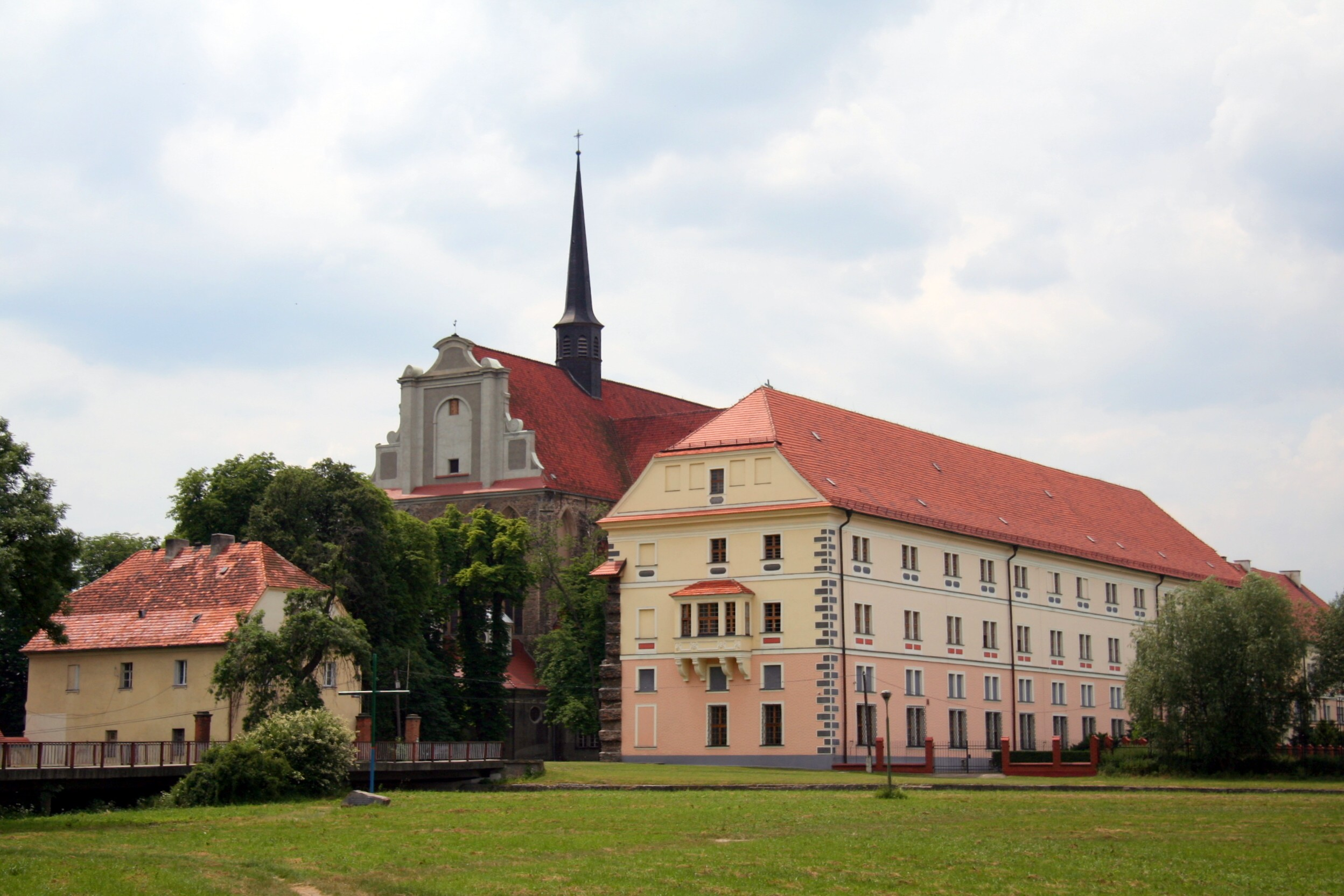
Klostret
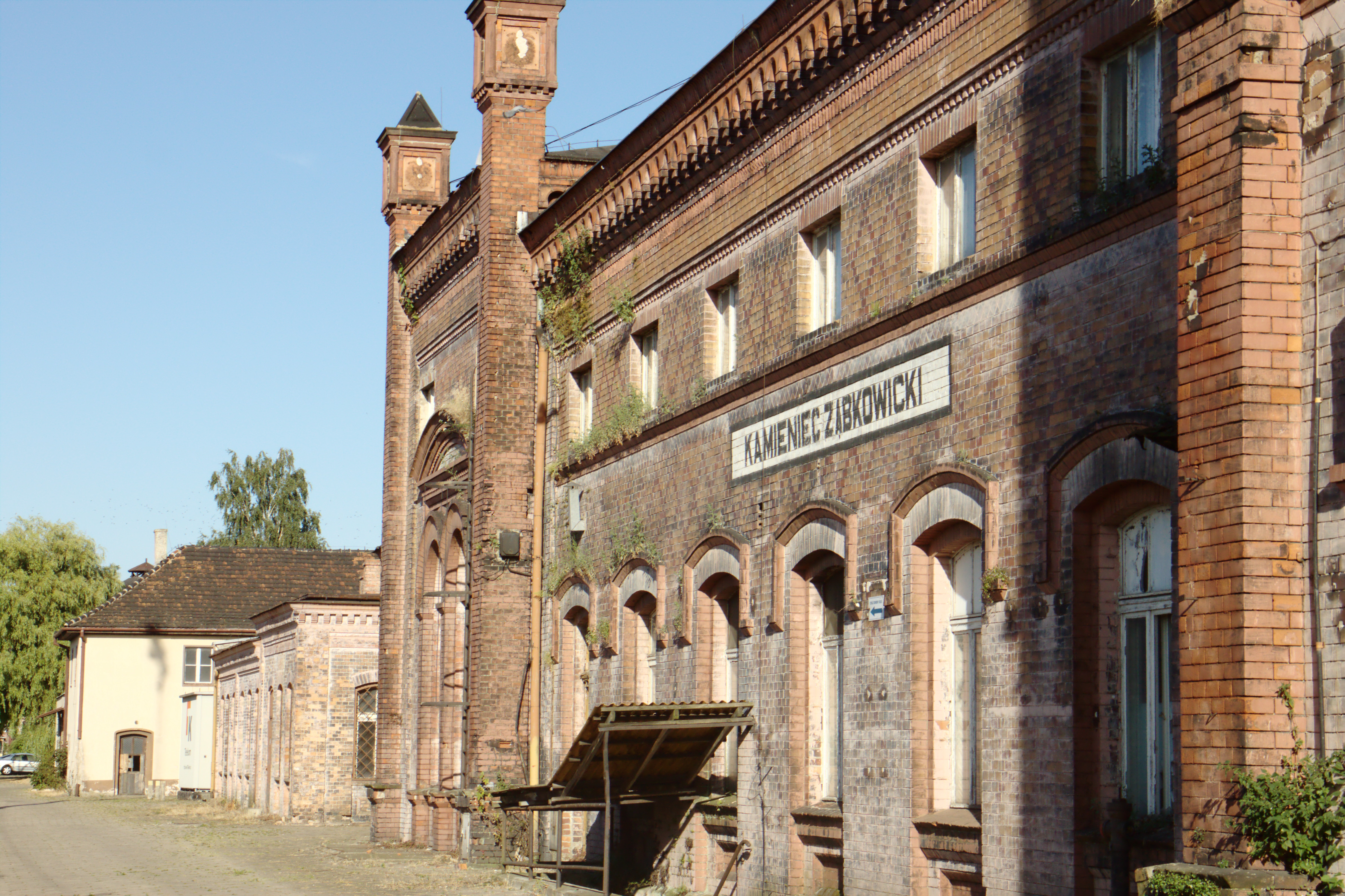
Järnvägsstationen
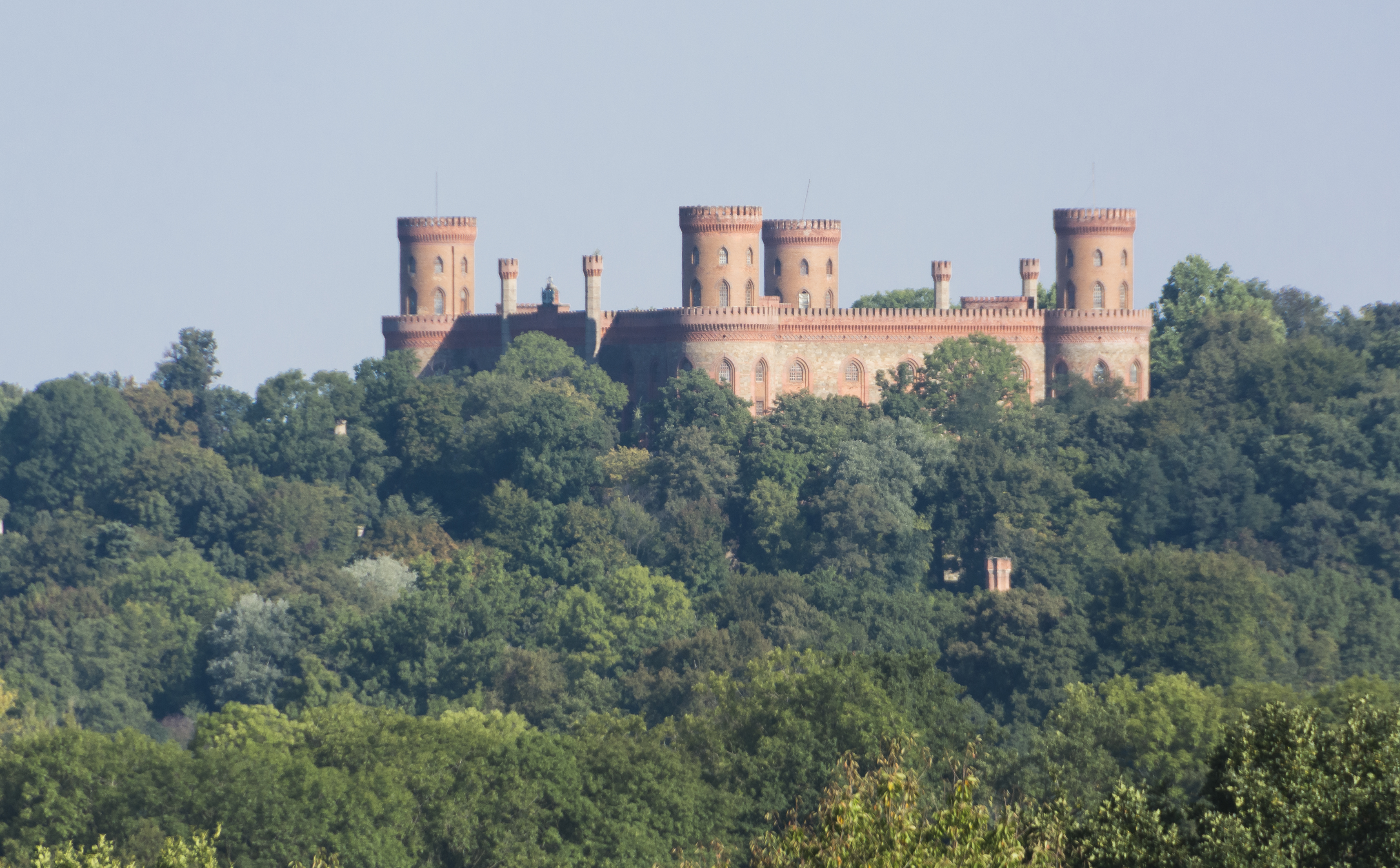
Slottet
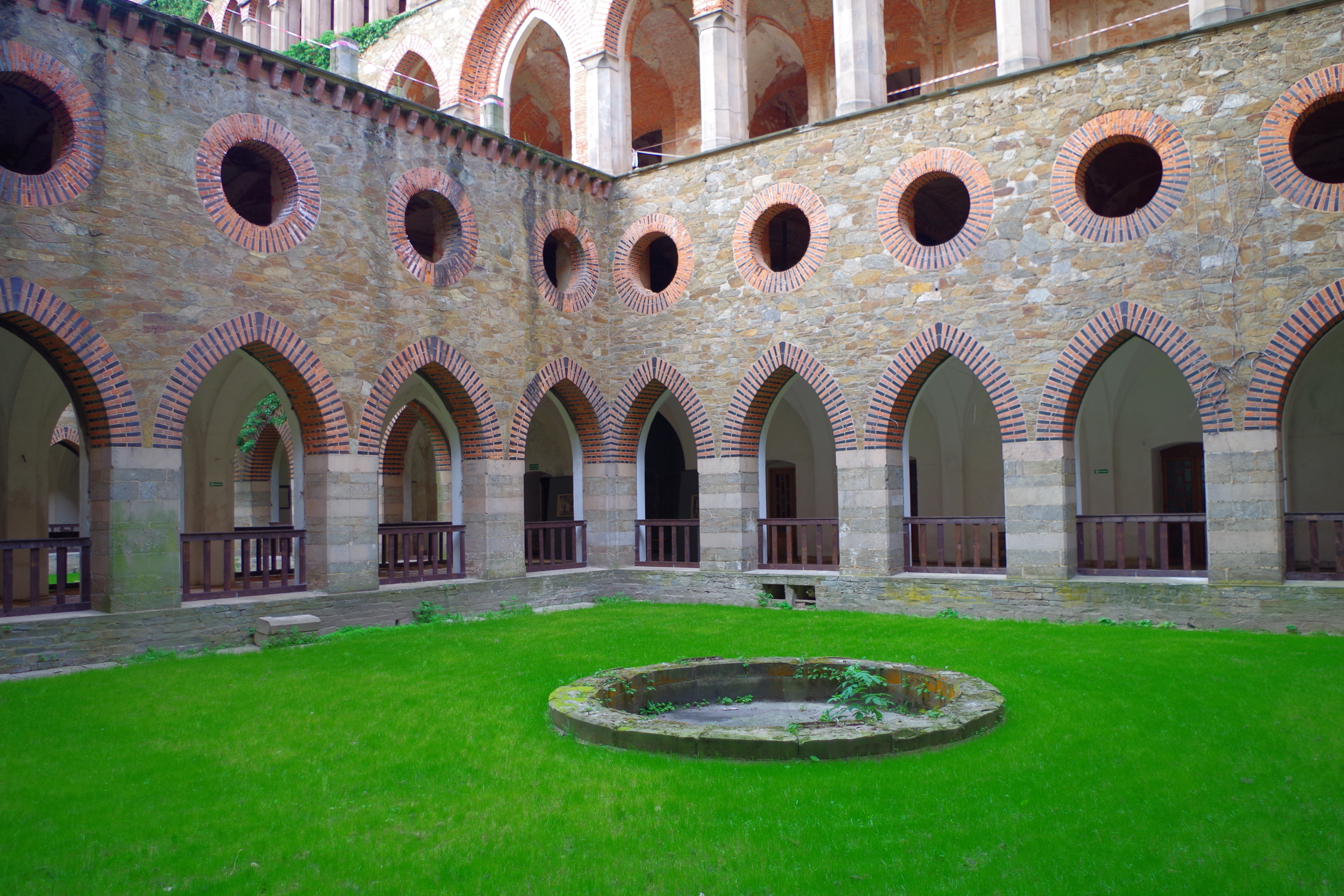
Slottet

## Kommunikationer
Kaminiec Ząbkowicki är en järnvägsknut, med en järnvägsstation där stambanorna Katowice – Legnica respektive Wrocław – Międzylesie korsar varandra. Den tidigare sidolinjen mot Złoty Stok är sedan 1990-talet nedlagd.

## Kända invånare
- Friedrich Bernhard Werner (1690–1776), tecknare.
- Fredrik Vilhelm av Preussen (1880–1925), preussisk prins, politiker och medlem av huset Hohenzollern.